# 放課後百物語
《放課後百物語》是撰寫，繪製插畫的輕小說。第十四屆電擊小說大獎大賞得獎作品。

## 劇情簡介
白塚真一就讀高中後，為了拯救廢社邊緣的美術社而自願擔任社長。社員四名，但只有真一和奈良山善人兩人認真活動，穗村是幽靈社員，唯一一個二年級學生經島御崎在社團時間都在收集日本全國的妖怪傳說。
某天放學後，奈良山在校外寫生而缺席，御崎無意間哼著的童謠引起三名社員的注意。在三重縣的童謠中，有著「狐狸有七種化身，狸貓有八種化身，但有九種化身的貂更恐怖」的內容。根據御崎所言，貂是鼬科動物之一，各地都有鼬化身為人的傳說。
當天晚上，忘記帶教科書回去的真一回到了空無一人的教室，卻出現了身分不明的美少女。少女問真一：
「白塚真一同學……我可以吸你的血嗎？」
對出乎意料的疑問感到疑惑的真一，突然想起稍早與御崎談話的內容，並回答：
「你是──鼬！」
被看穿真實身分的鼬，在正要依照規定放棄吸血離去時，突然被真一叫住，並懇求她做自己畫圖的模特兒。鼬很便快答應，約好以後會再回來履行承諾便離開了。
隔天，美術社來了新社員。這名新社員便是昨晚出現的鼬。沒想到可以這麼快再會的真一內心交錯的開心與困惑，同時在鼬入社之後校內開始出現各種妖怪，美術社的活動不知不覺間變成了「怪異文化研究團體」。

## 登場人物
白塚真一
就讀縣立高中一年A班的少年。與同為一年級生的奈良山善人一同復興瀕臨廢社的美術社，擔任社長。喜歡描寫人物和動作躍動的瞬間，經常對運動社團的女生說「我想以妳為模特兒來作畫」，常被誤解是告白。被朋友、熟人認為是哪裡少根筋。
雖然本人沒有自覺，但靈感比一般人高出數倍，在真一入學後學校開始變化為妖怪的出沒地點，時常引起騷動。喜歡鼬。
鼬
化身為人類少女的鼬妖怪。被真一看穿身分而吸血失敗，在要離開時被真一懇求「我想以妳為模特兒作畫」並乾脆的答應，隔天加入了美術社。入社後取了別名，就讀一年D班，成績中上。討厭上下關係與狐狸。不喜歡別人用敬語對話與拉尾巴。
擅長操縱火焰妖術，後來學會鐮鼬。是不知不覺成為「怪異文化研究團體」的唯一戰鬥人員。
經島御崎
雙馬尾眼鏡少女，就讀二年級。為了湊數加入美術社，在社團時間幾乎都在收集日本全國的妖怪傳說。原本不相信妖怪存在，在鼬出現後改變想法，並藉由豐富的知識讓美術社搖身一變成為「怪異文化研究團體」。實際上和江戶橋正在交往。
穗村
被真一拉來湊人頭的一年級學生，是幽靈社員，只在想去的時候參加活動，至今尚未發現鼬的真實身分。有在打工。
江戶橋
學生會長。御崎在學生會長選舉時幫他對弱小的同好會拉票，因此在御崎面前抬不起頭來。不過實際上與御崎相思相愛。
稻葉前
請產假英文老師的代課老師。
真實身分是九尾狐。企圖對位於校內權力金字塔頂端的人出手以便破壞校內秩序，和鼬的關係很差。但真一指出原本江戶橋就對御崎抬不起頭，校內的上下關係早就崩壞之後便自取滅亡。後來乖乖的擔任教職，接受學生會顧問一職後偶爾協助鼬等人。
新井輝
二年級學生，擔任學生會副會長，同時為新聞社社員。外表出眾，深受學生、老師們信賴。由於自己的身分而能打聽到各式各樣的謠言，御崎常請她幫忙。
奈良山善人
一年級學生，美術社社員。入學後與真一一同復興美術社。主要在校外進行風景寫生，幾乎不會出現在美術社。
給為了對付不斷出現的妖怪，想提升力量而在山中修練的鼬新必殺技的提示。真實身分為天狗，在鼬之前被真一的靈感吸引而來。

## 書籍一覽

### 日文版
1. 2008年2月10日   第一卷        ISBN 978-4840241687
2. 2008年6月10日   第二卷        ISBN 978-4048670913
3. 2008年10月10日 第三卷        ISBN 978-4048672733
4. 2009年2月10日   第四卷        ISBN 978-4048675246
5. 2009年6月10日   第五卷        ISBN 978-4048678469
6. 2008年10月10日 第六卷        ISBN 978-4048680738
7. 2010年2月10日   第七卷        ISBN 978-4048683326
8. 2010年6月10日   第八卷        ISBN 978-4048686020
9. 2010年10月10日 第九卷        ISBN 978-4048689250
10. 2011年1月6日     あんこーる ISBN 978-4048701785

## 外部連結
- 電擊小說大獎・評語（日語）